# 울진중학교
울진중학교(蔚珍中學校)는 대한민국 경상북도 울진군 울진읍 읍내리에 있는 공립 중학교이다.

## 학교 연혁
- 1946년 9월 5일 : 울진 공립 초급 중학교 설립 인가 (3년제)
- 1946년 9월 14일 : 초대 김이원 교장 취임
- 1946년 10월 23일 : 개교기념식 거행
- 1949년 5월 31일 : 울진 공립 중학교로 개칭 (4년제)
- 1950년 5월 31일 : 울진 농업 중학교로 개칭
- 1951년 4월 30일 : 울진중학교로 개칭(3년제)
- 1998년 6월 8일 : 울진중.울진여중 통합 설립 인가(14학급)
- 1999년 3월 1일 : 울진중학교로 학칙 변경
- 2002년 3월 1일 : 울진중 삼근분교와 통합
- 2007년 1월 25일 : 인조잔디 축구구장 준공
- 2007년 3월 1일 : 제동중학교와 통합
- 2009년 10월 20일 : 체육관 개관
- 2023년 3월 1일 : 제40대 원창국 교장 취임
- 2024년 2월 8일 : 제73회 졸업식(졸업생 182명) 총 19,655명
- 2024년 3월 4일 : 입학식(신입생 183명)

## 참고 자료
- 울진중학교 - 한국교육학술정보원 학교알리미